# Pagne kita

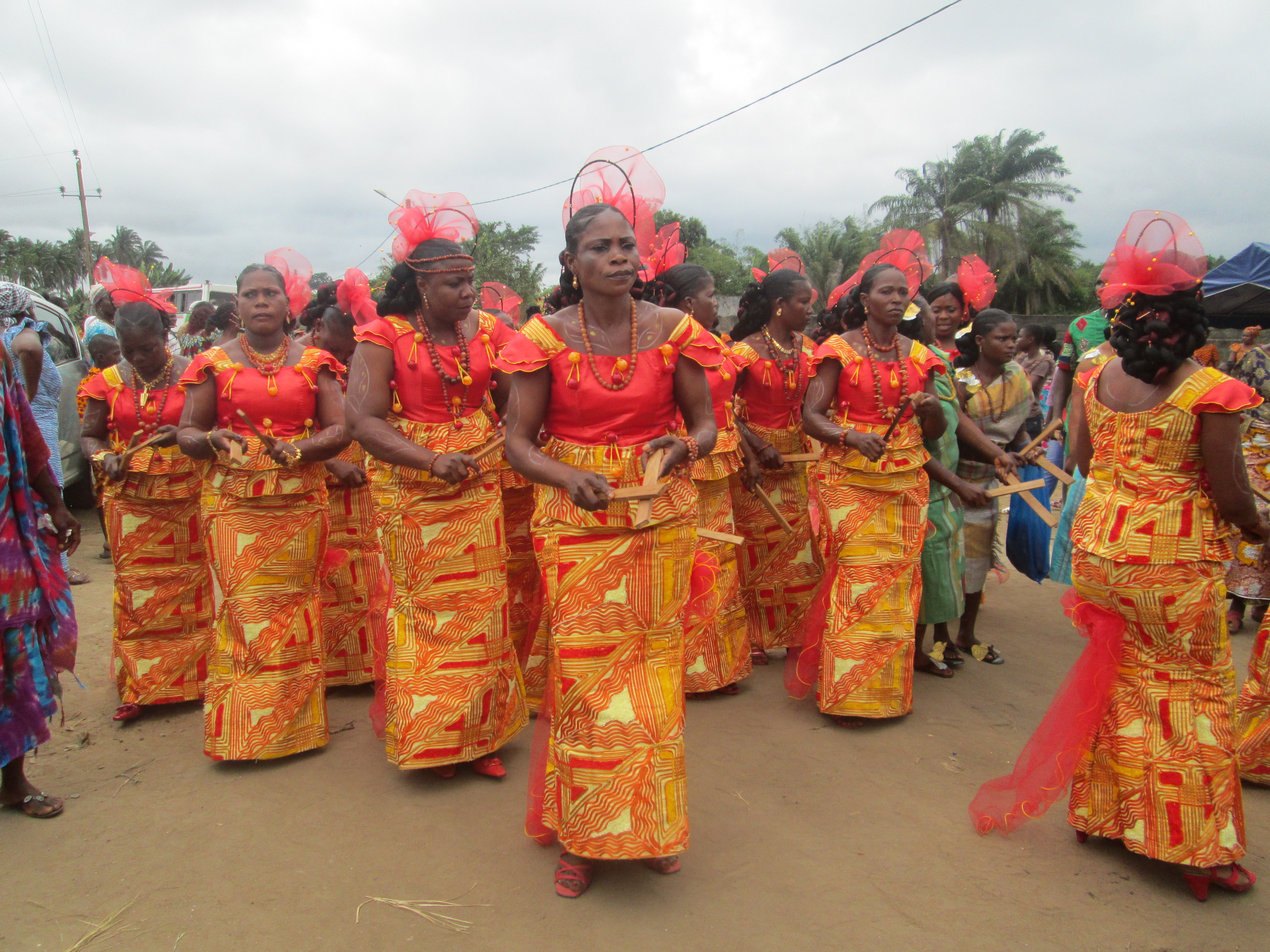
Pagnes kita pour la sortie officielle d'une génération chez les Ébriés

Le pagne kita, kenté, ou encore agbanmévoh, appelée'  nwentom  en langue akan et kete en langue ewe, est un type de tissu de soie et de coton composé de bandes de tissu cousues ensemble pour former des motifs et des figures aux couleurs vives. Il est originaire des peuples Ashanti et Ewe, groupes ethniques de l'Ouest du Ghana et du Sud du Togo.
Ce tissu est porté par presque toutes les tribus ghanéennes.
Les Akans appellent le kente « nwentoma », ce qui signifie tissu tissé. Il s’agit d’un vêtement royal et sacré, porté seulement à une époque d’extrême importance et qui était le vêtement des rois. Au fil du temps, l’utilisation du kente s’est généralisée. Cependant, son importance est restée et il est tenu en haute estime par les Ashanti. Le kente est également porté par les akans de la Côte d’Ivoire qui ont migré du Ghana.
Il s'agit d'un tissu coloré et épais est utilisé tel quel (pour des pagnes) ou dans la confection de vêtements plus complexes.
Généralement porté lors des fêtes et cérémonies, ce vêtement est symbole de noblesse et de prestige. Le kita constitue la base de l'habillement des rois et chefs Akans, Ga et Ewés.

## Type de tissu
Il tient une place importante dans la culture et l'économie de plusieurs peuples d'Afrique de l'Ouest, dont les Ashantis, les Akans et les Ewes, au Ghana, au Togo et en Côte d'Ivoire notamment.

## Origine légendaire
Selon la légende Ashanti transmise oralement, deux amis, Krugu Amoaya et Watah Kraban, du village de Bonwire, au Ghana, étaient partis chasser dans la forêt et auraient surpris l'araignée géante Anansé en train de tisser sa toile. Ils l'auraient observé pendant deux jours, prenant note des motifs complexes qu'elle tissait. De retour au village, impressionnés par la beauté de la toile, ils auraient imité l'araignée, introduisant alors l'art du tissage dans leur peuple, et auraient confectionné l'étoffe avec des fils noirs et blancs de raphia,,,,.
Ainsi serait né le premier kenté. Il aurait été offert à l'"Ashanti Asantehene"  ou roi Nana Osei Tutuau qui, émerveillé par la beauté du tissu, aurait élevé à un rang royal les deux tisserands. Ils seraient devenus les costumiers attitrés du roi. De plus, qui s'aventurait à copier les étoffes uniques du roi serait châtié.
La légende Ewé est presque la même, à la différence près que la création du kenté aurait débuté chez eux, dans la ville d’Agotime.

## Fabrication
Le kenté, tissu traditionnel, est exclusivement tissé par les hommes. Les femmes ne sont pas autorisées à tisser cette étoffe sans violer les normes sociales. De plus, selon les croyances Ashanti, le cycle menstruel des femmes interfèrerait la production et la qualité de la toile.
Dès l'âge de 12 ans, l'art du tissage est enseigné aux jeunes hommes, afin qu'il soit transmis de génération en génération. Les tisserands travaillent ensemble du matin au soir, à l'extérieur, sur des métiers à tisser en bois.

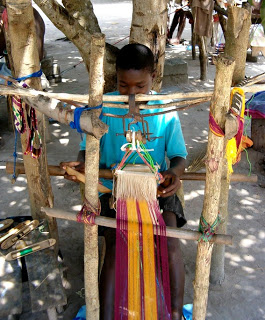
Jeune tisserand fabriquant un kenté.

## Symbolisme
Dans la culture Akan, le pagne n'est pas qu'un simple tissu : il est porteur de nombreux messages. Chaque détail est réfléchi : il s'agit d'un langage et d'un véritable code de conduite. C'est pourquoi, les couleurs, les motifs et les figures du tissu ont des significations, qui varient selon les cultures,.

### Signification des couleurs
Le kenté est un tissu très coloré mais aussi extrêmement codifié : aucune couleur n'est placée au hasard.
Chaque couleur présente a une signification bien précise : 

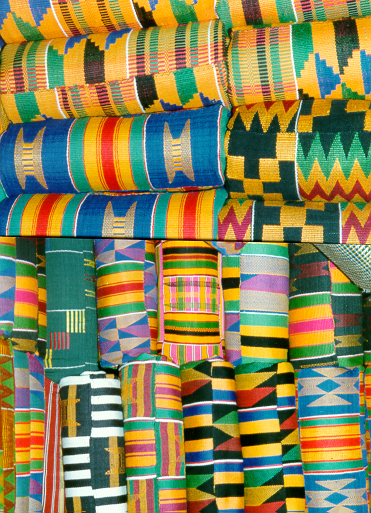
Kente avec motifs ashantis.

- Blanc : Symbole de la pureté, de l’innocence, de la spiritualité et de la paix (psychique, collective et intérieure). Elle rappelle avec soin le caractère sacré et divin. Toutefois, bien que sa présence dans le tissu reste minoritaire, elle y est parfois présente en filigrane.
- Jaune : Symbole de l’opulence, de la préciosité, de la santé et de la richesse sous toutes ses formes - financière, spirituelle, intellectuelle - mais aussi de la fertilité.
- Or : Symbole de la royauté, de la richesse, d'un statut social élevé, de la gloire mais aussi de la pureté spirituelle.
- Noir : Symbole du deuil, de l’obscurité, du mal, du secret et du mystère mais aussi de la maturité et de l'énergie spirituelle.
- Vert : Symbole de la vie, de la croissance, de la bonne santé et de l’harmonie. Il rappelle également la végétation, les récoltes, la croissance mais aussi le renouveau spirituel.
- Bleu : Symbole de l'élévation, de la communion, de l'humilité, de la patience, de la sagesse, de la paix, de l'harmonie et de l'amour.
- Gris : Couleur de la cendre, il symbolise la guérison et  les rituels de purification.
- Marron : Couleur de la Terre-mère, il symbolise la guérison.
- Rose : Symbole de la femme, l'essence de la vie, calme, douceur[9]
- Violet: Symbole de la féminité.
- Rouge : Symbole de l'effusion de sang, des rites sacrificiels et de la mort.
- Argent : Couleur de la lune, il symbolise la sérénité, la pureté et la joie.

Les couleurs jaune et or sont très présentes dans le kenté car, étant un tissu royal, le roi l'arbore lors de manifestations publiques. De plus, ces couleurs comparables aux rayons du soleil rappellent la divinité bienfaitrice.
Le noir est souvent utilisé dans les cérémonies initiatiques et purificatrices. Il s'agit d'une couleur ambivalente entre obscurantisme et élévation spirituelle. Puisqu'il combine négativité et positivité, le noir est à la fois craint et vénéré. Sa présence discrète dans le kenté rappelle que les nobles sont avant tout les gardiens du trône.
Le vert rappelle la forêt, la naissance et la jeunesse, sans oublier l'humanisme. Souvent associé au bleu et au jaune, il complète la signification des tenues d’apparat, rappelant ainsi que la richesse et la noblesse repose avant tout sur l’humilité, l’humanisme et l’équilibre.
Le bleu évoque le ciel et la mer, rappelant ainsi que le roi et tous les nobles ont une parfaite maîtrise de leur milieu et de leur environnement. Quand il est associé au jaune, au blanc et au rouge, il exprime l'idée que la richesse et la puissance reposent sur la spiritualité, procurant ainsi tranquillité et équilibre mais surtout stabilité pour les pouvoirs.

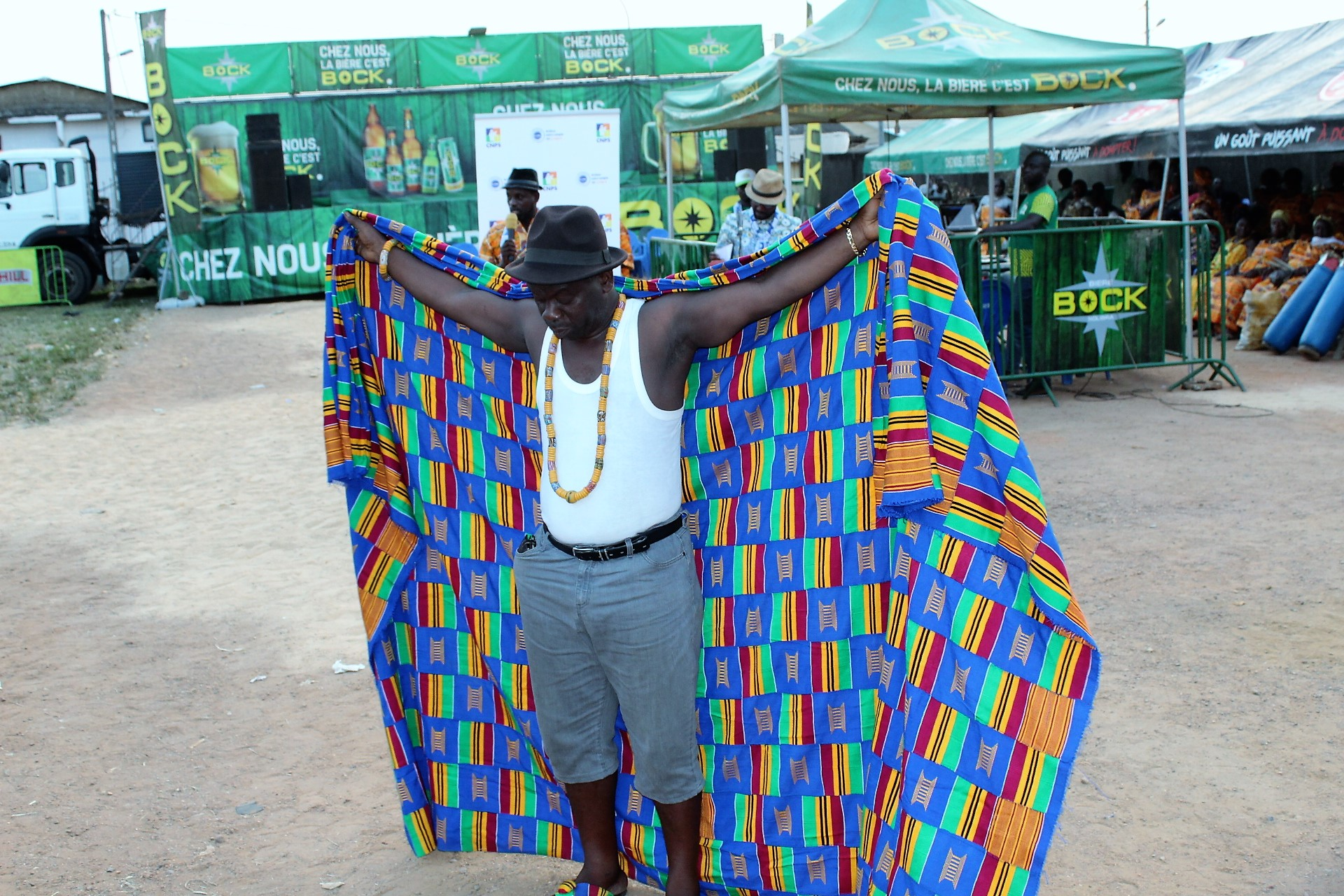
Un homme Agni du royaume Sanwi arborant son pagne Kita

### Signification des motifs
Chaque motif présent sur le tissu est traditionnellement lié à l'histoire et les croyances des différents peuples.

#### Motifs traditionnelsashantis
Le kenté ashanti est connu pour ses nombreuses formes géométriques. Chacune d'entre elles revêt une signification qui lui est propre :
- Carré : symbole de la terre, du cosmos, de la féminité[2] ;
- Triangle : symbole de la naissance, de l'existence et de la mort[2] ;
- Losange : symbole de la dualité existentielle entre l'existence de l'homme et son destin[2] ;
- Cercle : symbole de l'infini et de la divinité[2] ;
- Croix : symbole de l'eau, du feu et de la force[2].

Les motifs traditionnels Ashanti sont également liés à de nombreux proverbes et légendes, qui permettent de mieux comprendre l'utilisation faite de ce tissu :
- « Le Tabouret d'Or »(The Golden Stool); symbole du pouvoir absolu au Ghana. Selon la légende, il a été envoyé des cieux, il y a 800 ans. De nos jours, le roi des Ashantis s’y assoit chaque fois qu’il se retrouve en public[10].
- « Dieu est grand » (God is great), aussi connu sous le nom de « Ne jamais abandonner » (Never give up)[10]
- Ohene Anewa – L’œil du roi, le Roi voit tout[10]
- Nkyimkyim – Zigzag, la vie n’est pas un chemin dégagé[10].

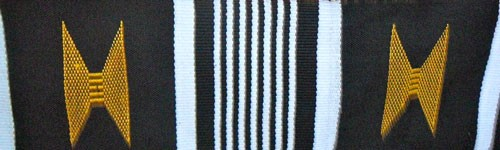
Motif Le Tabouret d'Or
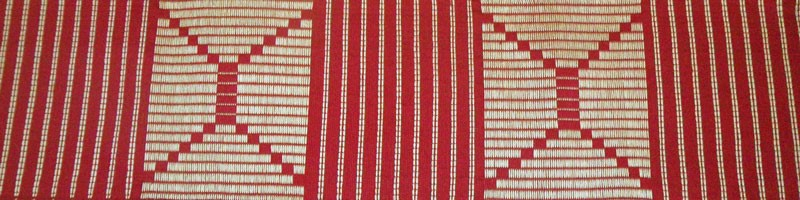
Motif Dieu est grand
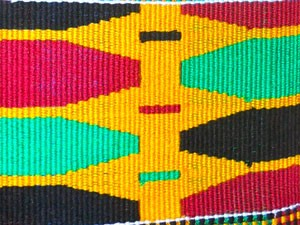
Motif L’œil du roi
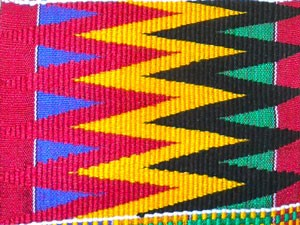
Motif Nkyimkyim

#### Motifs traditionnelsEwe
- Humains
- Animaux
- Objets de la vie courante

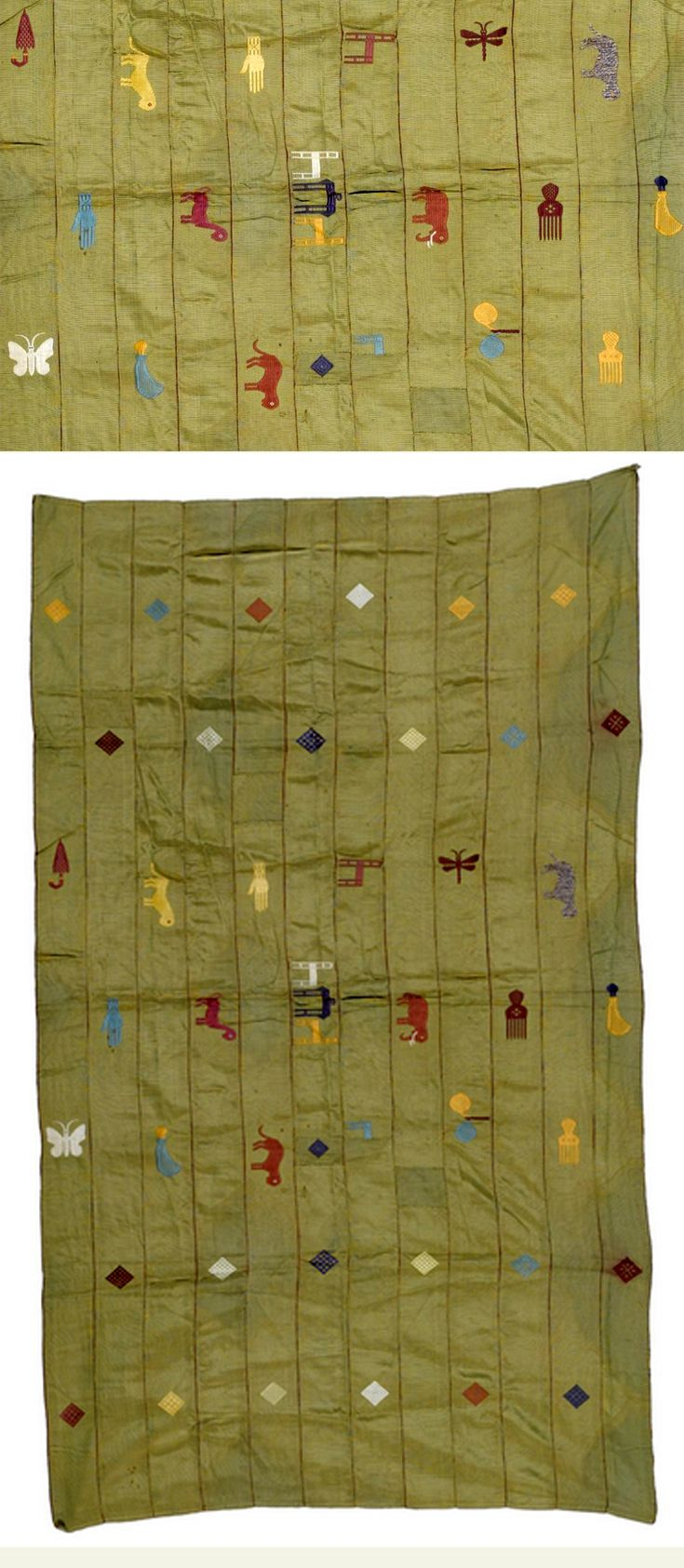
Kita à motifs animaliers
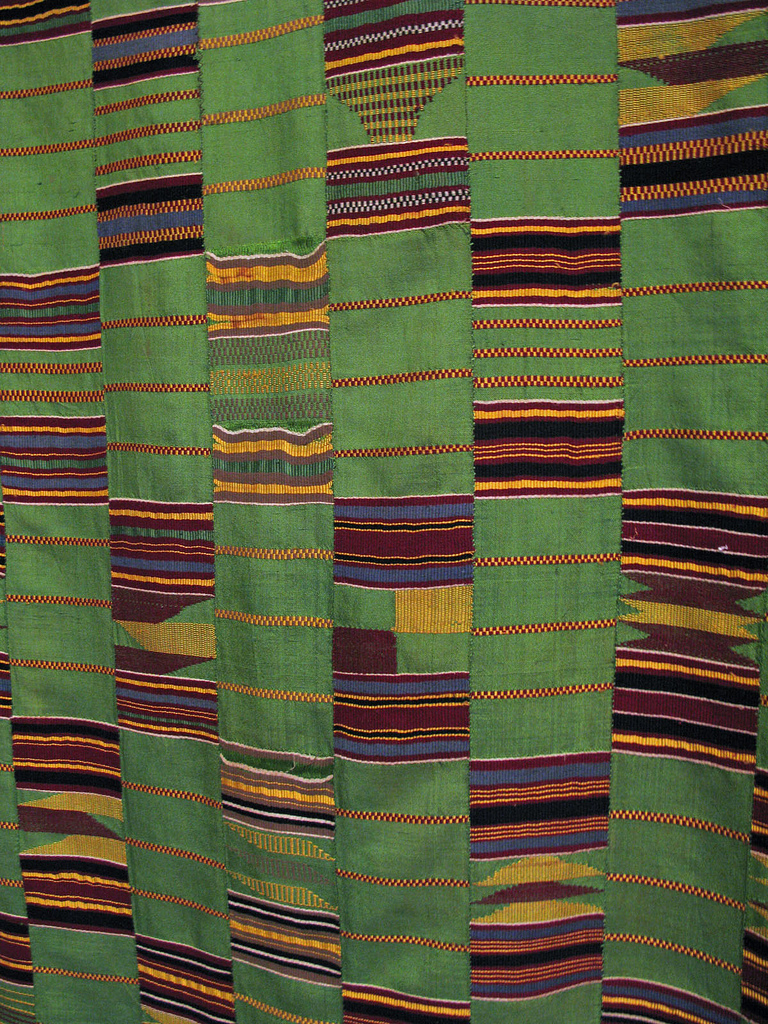
Kita ewé

## Rôle dans la culture afro-Américaine
Depuis le milieu des années 1960, avec l’émergence de nationalismes culturels afro-américains, le kente a été choisi comme un symbole de l’héritage africain par de nombreux Afro-Américains. Le kente a été à nouveau choisi par les intellectuels afrocentristes au début des années 1990 comme incarnation de l'identité africaine des Afro-Américains.
En effet, le Ghana, que beaucoup de membres de la communauté afro-américaine visitent à partir des années 60, finit par incarner à leurs yeux comme un pays noir libéré de la tutelle européenne et riche d'une culture ancienne. Dans ce cadre, la culture akan fait l'objet d'un vif intérêt et le kente, emblème de la culture akan et du Ghana indépendant, va en devenir l'objet emblématique rapporté aux États-Unis.